# Китайски бял делфин
Китайският бял делфин още тихоокеански делфин суза (Sousa chinensis), е вид бозайник от семейство Делфинови (Delphinidae). Видът е почти застрашен от изчезване.

## Разпространение
Разпространен е в Австралия, Бангладеш, Бахрейн, Бруней, Виетнам, Джибути, Египет, Етиопия, Йемен, Израел, Източен Тимор, Индия, Индонезия, Ирак, Иран, Камбоджа, Катар, Кения, Китай, Коморски острови, Кувейт, Мадагаскар, Макао, Малайзия, Мианмар, Мозамбик, Обединени арабски емирства, Оман, Пакистан, Папуа Нова Гвинея, Провинции в КНР, Саудитска Арабия, Сингапур, Сомалия, Тайван, Тайланд, Танзания, Филипини, Хонконг, Шри Ланка и Южна Африка.

## Описание
Теглото им е около 280 kg.
Популацията на вида е намаляваща.